# باشگاه فوتبال هوفنهایم
باشگاه فوتبال هوفنهایم ۱۸۹۹ (به آلمانی: 1899 Hoffenheim) باشگاه فوتبال آلمانی است که در زینسهایم یکی از شهرهای ایالت بادن-وورتمبرگ قرار دارد. باشگاه هوفنهایم در ژوئیه ۱۸۹۹ تأسیس شده‌است.
باشگاه هوفنهایم در ابتدا در سال ۱۸۹۹ به عنوان یک باشگاه ژیمناستیک تأسیس شد، تا اینکه در سال ۱۹۴۵ به شکل مدرن خود درآمد. البته باشگاه هوفنهایم در سال ۲۰۰۰، با پشتیبانی مالی دیتمار هوپ به سرعت از لیگ دسته پنجم آلمان تا سیستم لیگ فوتبال آلمان پیشرفت کرد و در نهایت در سال ۲۰۰۸ هوفنهایم به لیگ برتر آلمان، بوندس‌لیگا راه یافت.
در فصل ۲۰۱۷–۱۸، هافنهایم در بوندس‌لیگا بهترین افتخار تاریخ باشگاه خود را به دست آورد و در رده سوم جدول قرار گرفت و برای اولین بار توانست خود را به مرحله گروهی لیگ قهرمانان اروپا برساند.
از سال ۲۰۰۹، هافنهایم بازی‌های خانگی خود را در ورزشگاه Rhein-Neckar-Arena که در حال حاضر با نام «PreZero Arena» شناخته می‌شود بازی کرده‌است. (قبلاً و از سال ۱۹۹۹ در Dietmar-Hopp-Stadion بازی می‌کرد) ۱